# Siamosaurus
Siamosaurus (il cui nome significa "lucertola Siamese") è genere estinto di dinosauro teropode spinosauride vissuto nel Cretaceo inferiore, circa 130 milioni di anni fa (Barremiano), in quella che oggi è la Formazione Sao Khua, in Thailandia, Asia. Il genere contiene una singola specie, ossia S. suteethorni, formalmente descritta da Buffetaut e Ingavat, nel 1986.

## Descrizione
Le dimensioni dell'animale sono sconosciute, ma si stima potessero arrivare ad una lunghezza di circa 9,1 metri (30 piedi). L'animale è conosciuto da scarsissimi resti, il cui olotipo è rappresentato da un singolo dente. Nonostante i pochi fossili a disposizione, si è potuto dedurre dai denti (che ricordano quelli di Spinosaurus) che questo animale era essenzialmente un mangiatore di pesci.

## Classificazione
L'esatta posizione tassonomica di Siamosaurus all'interno di Spinosauridae è difficile da determinare essendo il genere conosciuto solo per un singolo dente. Tuttavia uno studio di Arden et al. (2018), lo identificarono come membro delle Spinosaurinae:

## Paleecologia
Una pubblicazione del 2010 di Romain Amiot e colleghi ha scoperto che il rapporto isotopico di ossigeno all'interno delle ossa degli spinosauridi indica uno stile di vita semiaquatico. I rapporti isotopici dei denti degli spinosauridi Baryonyx, Irritator, Siamosaurus e Spinosaurus sono stati confrontati con le composizioni isotopiche di altri teropodi, tartarughe e coccodrilli contemporanei. Lo studio ha rilevato che, tra i teropodi, i rapporti degli isotopi degli spinosauri erano più vicini a quelli delle tartarughe e dei coccodrilli. Gli esemplari di Siamosaurus tendevano ad avere la più grande differenza dai rapporti degli altri teropodi, mentre in Spinosaurus le differenze erano minime. Gli autori hanno concluso che gli spinosauridi, come i moderni coccodrilli e ippopotami, trascorrevano gran parte della loro vita quotidiana in acqua. Gli autori hanno anche suggerito che le abitudini semiaquatiche e piscivore degli spinosauridi possano spiegare come gli spinosauridi coesistessero con altri grandi teropodi: nutrendosi di diverse prede e vivendo in habitat diversi, i diversi tipi di teropodi non sarebbero mai entrati in competizione diretta.